# Geographische Gesellschaft zu Lübeck
Die Geographische Gesellschaft zu Lübeck ist ein Verein zur Pflege geographischer Kenntnisse in Lübeck.
Die Geographische Gesellschaft verwirklicht ihren Zweck vornehmlich durch Vortragsabende sowie durch Herausgabe ihrer Mitteilungen wissenschaftlichen Inhalts. Sie stand immer in regem Austausch mit anderen Geographischen Gesellschaften. Die ihr im Austausch zugehenden Publikationen gab sie an die Stadtbibliothek ab. Seit 1951 führt die Gesellschaft auch Exkursionen für ihre Mitglieder durch. 

## Geschichte
Am 20. Januar 1882 wurde ein „Ausschuß“ der Gesellschaft zur Beförderung gemeinnütziger Tätigkeit gegründet. Dies bedeutete, dass nur Mitglieder der Gemeinnützigen auch Mitglieder der Geographischen Gesellschaft werden konnten. Mitbegründer und Vorsitzender von 1882 bis 1900 war der Gymnasialprofessor am Katharineum August Sartori. 
Erste Schwerpunkte waren die Handelsgeographie Nordeuropas und die Lübecker Topographie. 1883 kamen auch die Lübecker Landeskunde und erdmagnetische Beobachtungen hinzu. Damit trat man in Konkurrenz zur Tätigkeit der bis dahin einzigen vergleichbaren Einrichtung dieser Art, dem Magnetischen  Observatorium Wilhelmshaven der Kaiserlichen Marine. Für die zu jeder magnetischen Messung nötige Angabe des Messpunktes diente ein Ertlssches Universalinstrument, für exakte Ortsbestimmungen; eine Leihgabe der Sternwarte Göttingen. Die ersten Arbeitsergebnisse wurden 1888 als Magnetische Aufnahme des Küstengebietes zwischen Elbe und Oder, ausgeführt von der erdmagnetischen Station zu Lübeck der Georg-August-Universität Göttingen zugeleitet, die seit der Zeit des Magnetischen Vereins die Forschungsergebnisse weltweit koordinierte.
Zwischen 1884 und 1900 befasste sich die Gesellschaft auch mit dem Kolonialwesen. Mit der Einrichtung des Naturhistorischen Museums im Museum am Dom 1893 ergab sich eine engere Verbindung zur dort auch angesiedelten Völkerkunde-Sammlung. Die Geographische Gesellschaft unterstützte die Pangwe-Expedition des Lübeckers Günther Tessmann (1906).

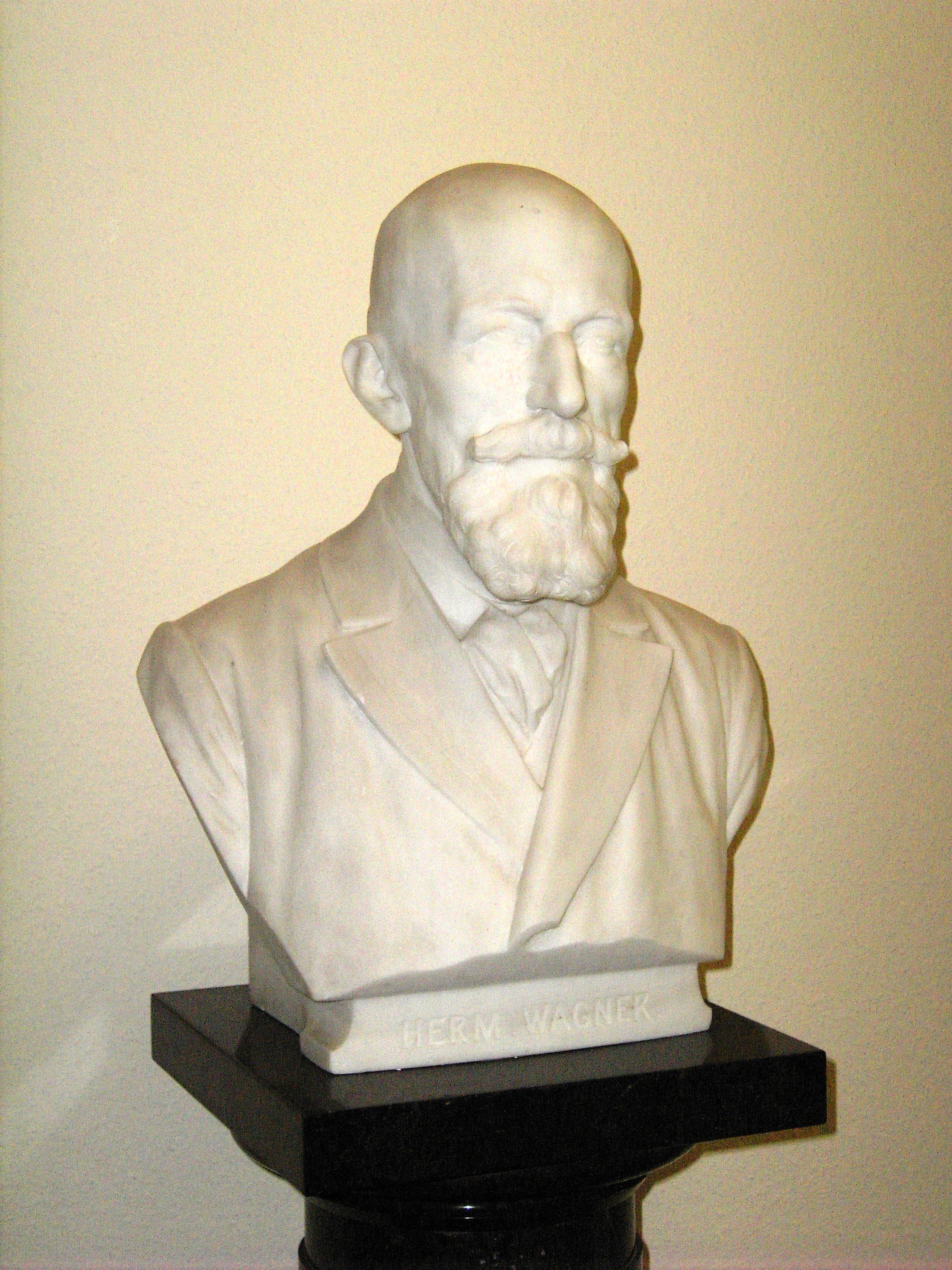
Marmorbüste, 1910

Zu seinem 70. Geburtstag erhielt Hermann Wagner eine von Adolf von Donndorf modellierte Büste aus Marmor. An deren Finanzierung hatte sich unter Anderen die Gesellschaft durch einen Beschluss auf der 199. Ordentlichen Versammlung am 12. Februar 1910 in Höhe von 30 Goldmark beteiligt. Im gleichen Jahr schickte die Gesellschaft den Bankier Wilhelm Kohrs zu dem vom 6. bis 8. Oktober 1910 im Reichstag unter dem Präsidium von Johann Albrecht zu Mecklenburg stattfindenden 3. Kolonialkongress nach Berlin. Die Gesellschaft nahm hier als Veranstalter teil.
Mit dem Reformpädagogen und Direktor der Oberschule zum Dom Sebald Schwarz wurde 1913 als Nachfolger von Heinrich Lenz der erste studierte Geograph Vorsitzender der Gesellschaft. Von 1920 bis 1936 leitete Wilhelm Ohnesorge die Gesellschaft und wurde danach ihr Ehrenvorsitzender. Ab 1942 wurde sie von dem Schulgeographen Max Schurig (1882–1977) geführt, der den Vorsitz 1974 an seinen Sohn Walter Schurig (Vorsitzender bis 1993) abgab. 
2003 schloss sich die Geographische, wie sie in Lübeck kurz genannt wird, mit dem Freundeskreis der Völkerkunde zusammen und heißt seither Gesellschaft für Geographie und Völkerkunde zu Lübeck. Erste Vorsitzende wurde Antje Peters-Hirt. Die Gesellschaft ist heute ein im Vereinsregister eingetragener Tochterverein der Gemeinnützigen.

## Ehrenmitglieder
- 1907: Rudolf Struck
- 1907: Paul Friedrich
- 1957: Heinrich Dräger
- 1971: Rolf Sander
- 1976: Julius Büdel